# Tecticrater subcompressa
Tecticrater subcompressa là một loài small limpet, là động vật thân mềm chân bụng sống ở biển trong họ Lepetellidae.